# Generator zdudnieniowy
Beat Frequency Oscillator (BFO,  generator zdudnieniowy) – generator drgań o regulowanej częstotliwości wykorzystywany w technice radiowej (głównie w krótkofalarstwie) do odbioru emisji telegraficznej (CW) i jednowstęgowej (SSB).
W przypadku odbiornika superheterodynowowego, sygnał z BFO jest mieszany z ostatnią częstotliwością pośrednią, w wyniku czego następuje odtworzenie sygnału o częstotliwościach z zakresu słyszalnego, niosącego bezpośrednią informację.